# Carrickmines Castle
Carrickmines Castle (irisch Caisleán Charraig Mhaighin) ist eine abgegangene Burg im Vorort Carrickmines (irisch Carraig Mhaighin) im irischen County Dublin. Die Burg wurde im Mittelalter zum Schutz des von den Engländern beherrschten Pale rund um Dublin errichtet. Die meist unterirdischen Überreste der Burg lagen auf der geplanten Trasse der 2005 fertiggestellten Autobahn M50. Teile der mittelalterlichen Mauern und einige Abschnitte der Verteidigungsanlagen der Burg sind in oder unter den Kreisverkehren der neuen Autobahn erhalten.

## Geschichte
An der Stelle von Carrickmines Castle lag eine nordisch-gälische Siedlung, die im Laufe des 12. Jahrhunderts zu einer normannischen Burg mit Dorf an der Grenze zwischen Dublin und Wicklow befestigt wurde. Diese Festung schützte die südlichen Ebenen und war einst das Zentrum der Kette normannischer Burgen und Außenposten, die entlang der Grenze des Pale – des Gebietes um Dublin unter englischer Herrschaft im Mittelalter – angeordnet waren.
1402 schaffte der Clan O’Byrne aus dem County Wicklow, der regelmäßig Dublin überfiel, eine große Söldnerstreitmacht an die Ufer des Dargle bei Bray. Da der direkte Weg in die Stadt sie der Festung Carrickmines nahegebracht hätte, zögerten sie offenbar vor dem Angriff. Diese Verzögerung ermöglichte dem Clan Walsh, dem Carrickmines Castle gehörte, eine dringende Warnung nach Dublin zu senden. Die Dubliner antworteten entschlossen: Der Bürgermeister von Dublin fiel mit einer großen Streitmacht über die O’Byrnes her und besiegte sie in einer Schlacht, die wegen der vielen Gefallenen „Schlacht am blutigen Ufer“ genannt wird.
Als wichtige Festung hatte Carrickmines Castle eine ausgedehnte Kurtine, die von Türmen flankiert wurde und ein Gebiet von einigen Hektar umfasste. Innerhalb dieser Kurtine gab es eine Siedlung mit einer Fülle von hölzernen und steinernen Gebäuden, Mühlen mit einem Donjon oder einem Hallenhaus in der Mitte. Auf dem Gelände findet man auch heute noch beeindruckende Verteidigungsanlagen, die ins anstehende Gestein gehauen wurden, und menschliche Überreste von der Brandschatzung der Burg 1642.
In der Rebellion von 1641 schlugen sich die katholischen Walshs auf die Seite der eingeborenen Iren und die Konföderierten unternahmen die Gründung des ersten unabhängigen irischen Parlaments. Als eines der Ziele in den irischen Konföderationskriegen wurde die Burg von englischen Truppen belagert. Bei der Eroberung wurden über 300 Mitglieder der Familien Walsh, O’Byrne und O’Toole getötet.

## Die Autobahn M50 und die „Carrickminders“
Um die Burgruinen tobte vor dem Bau der Autobahn M50 durch das Burggelände ein langandauernder Streit. Er begann 2002, als Aktivisten, darunter Vincent Salafia und Gordon Lucas, die sich „Carrickminders“ nannten, auf den Burgruinen ein Lager errichteten, um zu verhindern, dass diese beseitigt würden, um Platz für die Autobahn zu schaffen. Ihnen schlossen sich Erhaltungsbefürworter wie Professor Seán Duffy, Dekan des Fachbereichs Geschichte am Trinity College Dublin, und Mark Clinton an, ein Archäologe, den die National Roads Authority als Baustellenleiter angestellt hatte. Sie führten ins Feld, dass das Potential des Geländes für geschichtliche Studien noch nicht vollständig erkannt worden sei. Sie fragten nach, warum die geplante Trasse der M50 1998 durch das Burggelände umgelegt worden war, obwohl die Autobahn ursprünglich 1993 auf Anraten einer Staatsbehörde um das Gelände herum geplant worden war.
2005 wurden sowohl die Autobahn M50 als auch die Anschlussstelle Carrickmines fertiggestellt.

## Entscheidung des Supreme Court
Laut einem Bericht der Irish Times vom 26. Juli 2006 hielt der Supreme Court zweifelsfrei an der Verfassungskonformität der neuen Gesetze fest, die die Erhaltung des Geländes von Carrickmines Castle betrafen. Das Gremium aus fünf Richtern befand, dass die neue Gesetzgebung – Abschnitt 8 des Veränderungsgesetzes von 2004 über die National Monuments – zwar „eine Reihe von Schutzmechanismen aufhebe“, was National Monuments angeht, aber dass der Oireachtas nach der Verfassung von Irland nicht untersagt sei, solche Gesetze zu erlassen.
Der Gerichtshof befand, dass der Minister für Umwelt, geschichtliches Erbe und örtliche Verwaltung in den Ausführungsbestimmungen zu einer Abwägung der Vorteile der archäologischen Erhaltung gegen weitergehende öffentliche Interessen, die aus dem Straßenbau erwüchsen, berechtigt sei.
Abschnitt 8 sah vor, dass die Arbeiten, die Carrickmines Castle betreffen, nach den Anweisungen des Ministers ausgeführt würden. Der Gerichtshof befand, dass, wenn der Minister seine Verfügungsfreiheit unter Abschnitt 8 in verfassungsgemäßer Form ausgeübt habe, er solche Anweisung nach seinem Gutdünken erlassen könne. Dies bedeute im Endeffekt, dass die Straßenbauarbeiten bei Carrickmines Castle nicht mehr nach dem Gesetz für National Monuments geregelt seien, meinte der Gerichtshof, auch wenn man bejahte, dass die Burgruine ein National Monument sei und den Arbeiten ein großer Teil eines Grabens, der auf dem Gelände entdeckt worden war, zum Opfer fiele.
Nach Abschnitt 8 benötigte die Grafschaftsverwaltung von Dún Laoghaire-Rathdown als Landeigner keine Zustimmung irgendeiner Körperschaft, um die Arbeiten auszuführen, und die Bestätigung der Oireachtas war ebenfalls nicht nötig. Auch gab es keine Notwendigkeit, eine Erlaubnis nach dem Monuments Act von 1930 zu erhalten, und An Bord Pleanála (Irische Planungskommission) war von der Betrachtung, ob die vorgeschlagenen Arbeiten wahrscheinlich einen wesentlichen Einfluss auf die Umwelt hätten, und von der Führung einer Betrachtung über eine mögliche Umweltbelastung ausgeschlossen. Es gab „nur die Notwendigkeit, dass die Arbeiten nach den Anweisungen des Ministers ausgeführt würden“, stellte das Gericht fest. Es wies Einwände zurück, dass diese Anweisungen – vom Minister Dick Roche im August 2004 angeordnet – Umweltdirektiven der Europakommission brächen und daher null und nichtig wären.
Der Supreme Court entschied aufgrund einer Revision gegen die Zurückweisung einer Ablehnung von Dominic Dunne, sowohl gegen Abschnitt 8 als auch die ministeriellen Erlasse durch den High Court im September 2004. Dunne wies darauf hin, dass er seinen Fall vor den europäischen Gerichtshof bringen wolle.

## Erhaltungsplan der National Roads Authority
Die NRA schlug eine Lösung vor, die, wie sie sagten, ausgedehnte Gebiete der einzigartigen geschichtlichen Überreste erhalten und gleichzeitig sicherstellen würde, dass die Südostautobahn, wie vorgesehen, weitergebaut werden könnte.
Dieser Plan sah vor, dass zusätzliche Abschnitte der mittelalterlichen Mauern und einige Abschnitte der Verteidigungsanlagen der Burg innerhalb oder unter den Kreisverkehren der M50 erhalten würden. Aber die Forderungen von An Taisce, die Größe eines der Kreisverkehre zu reduzieren und die Zufahrtsstraßen anzupassen, wurden in diesem Plan nicht angesprochen.
Mitglieder der NRA und die Grafschaftsverwaltung von Dún Laoghaire-Rathdown führten an, dass sie so viel wie möglich getan hätten, um die Burgruine zu erhalten. 6 Mio. € wurden für zwei Jahre lange Ausgrabungen aufgewendet, und die Archäologen fanden mehr als 40.000 Artefakte (z. B. Waffen, Münzen, menschliche Überreste und Keramik), bevor die Arbeiten an der Autobahn weitergeführt wurden.

## Korruptionsvorwürfe
Am 26. Juli 2006 erwirkte das Criminal Assets Bureau (Kriminalpolizei) eine Anordnung des High Court, 42,8 Hektar Land in Carrickmines, die der Firma Jackson Way Properties Ltd gehörten, zu sperren und ihren Verkauf zu verhindern. Das CAB behauptete, dass dieses Land am 16. Dezember 1997 von der Grafschaftsverwaltung Dún Laoghaire-Rathdown von landwirtschaftlich genutzter Fläche in Industriefläche umgewidmet worden wäre, nachdem der Journalist Frank Dunlop die Bestechung und Zahlungen an Ratsmitglieder öffentlich gemacht hätte, die ihre Unterstützung bei der Umwidmungsabstimmung sichern sollten. Diese Abstimmung erhöhte den Wert von nur 6,8 Hektar Land von 8 Mio. € auf 61 Mio. €. Das CAB verhörte Frank Dunlop und zeichnete seine Stellungnahmen auf, um ihn als Zeugen gegen eine Reihe von Bauträgern einzusetzen.
Die betroffenen Ländereien wurden in den Jahren 2003 und 2004 vom Mahon Tribunal untersucht.

## Galeriebilder

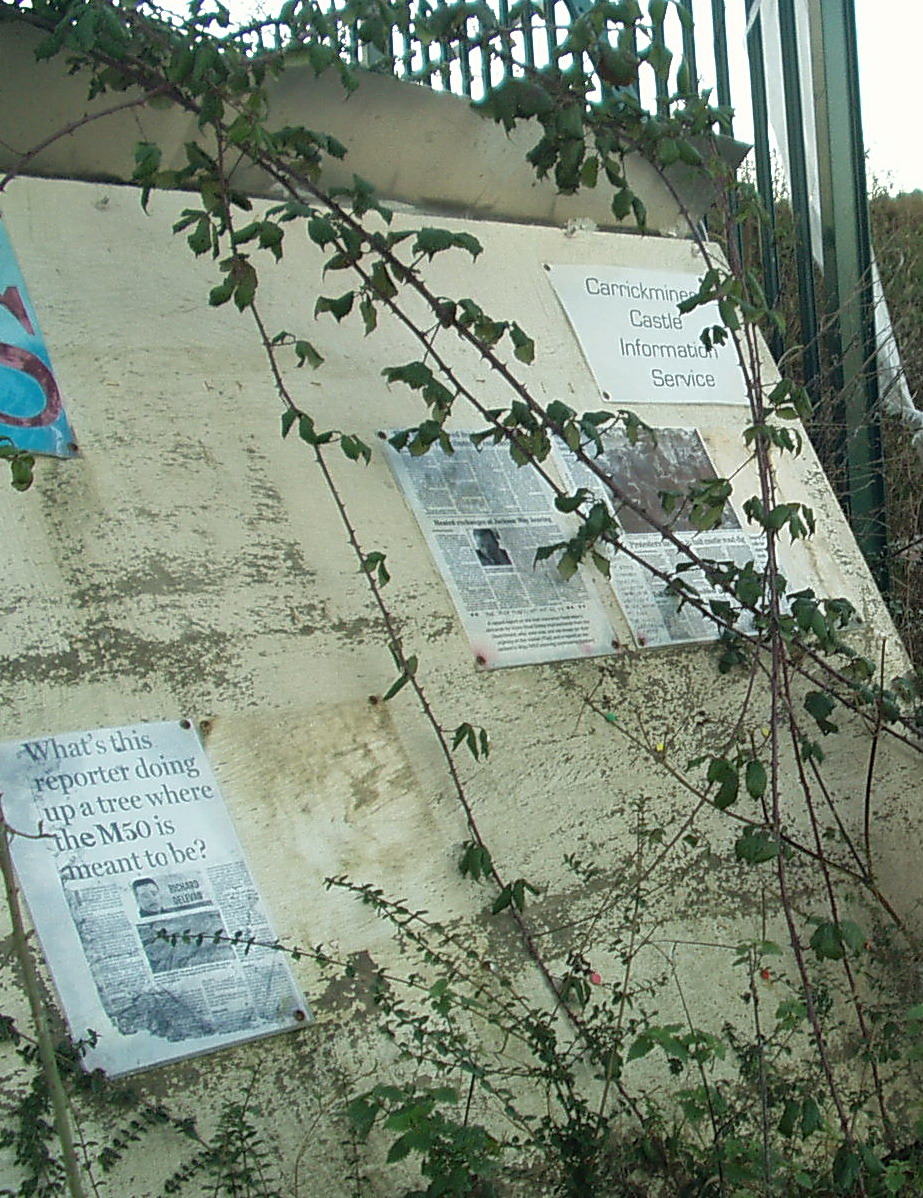
Überrest vom Lager der Carrickminders im Januar 2004
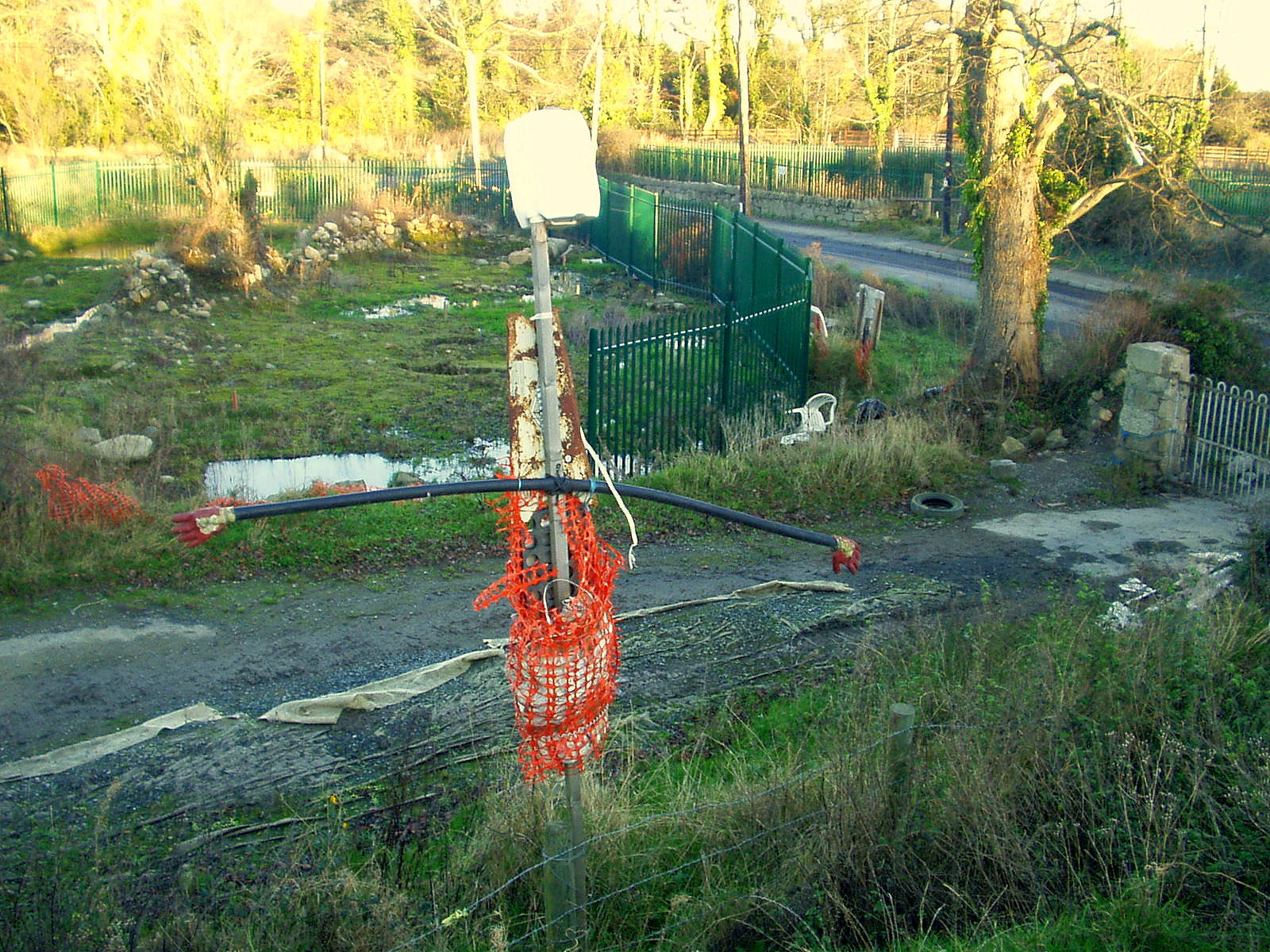
Erinnerung an die Carrickminders
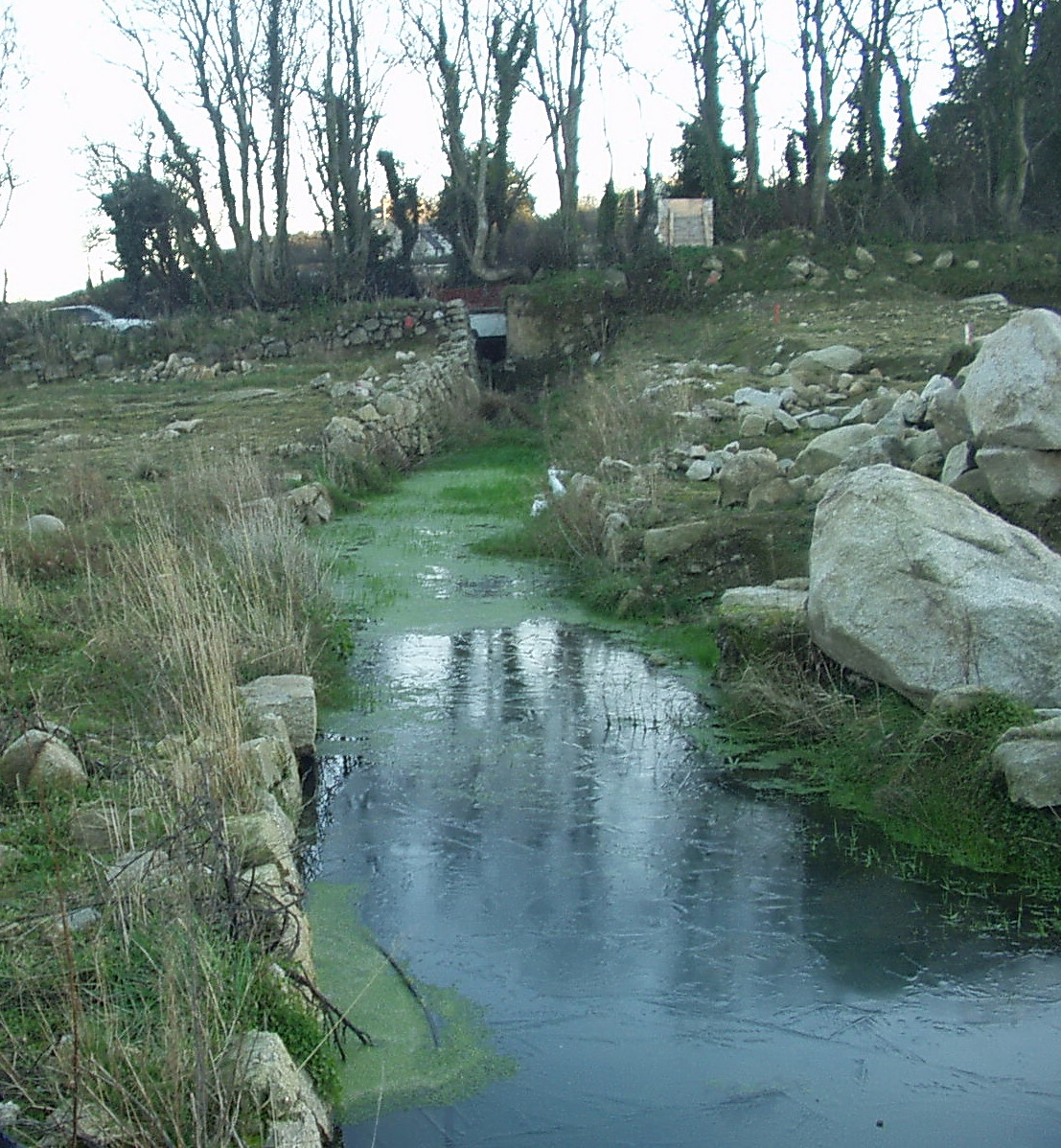
Entdeckter Wasserlauf